# RJaN

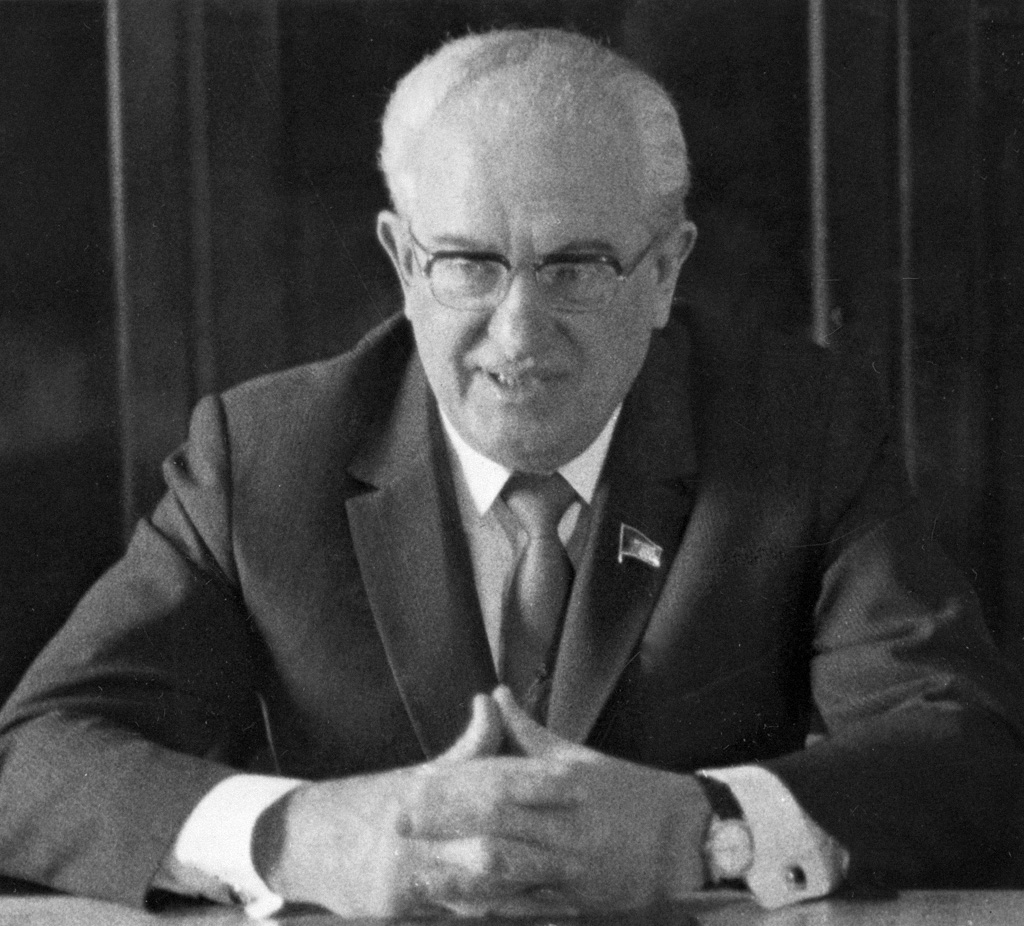
Der damalige Vorsitzende des KGB, Juri Andropow, war der größte Befürworter dieser Operation.

RJaN (russisch РЯН, kurz für Ракетно-Ядерное Нападение Raketno-Jadernoje Napadenije, „Atomraketenangriff“) war der größte und wichtigste sowjetische Geheimdienstauftrag während des Kalten Krieges. Der Auftrag lief von 1981 bis 1984, alle anderen Aktionen des KGB waren in den drei Jahren des Bestehens von niedrigerer Priorität.
Die Operation wurde im Mai 1981 vom KGB-Vorsitzenden Juri Andropow angeordnet und sollte Aufklärung bringen, wann ein vermuteter atomarer Erstschlag der NATO vorgesehen war, den die Vereinigten Staaten angeblich planten. Die Wichtigkeit, die diesem Projekt beigemessen wurde, verdeutlicht auch die Tatsache, dass zum ersten Mal eine Zusammenarbeit zwischen dem KGB und dem GRU (dem Militär-Nachrichtendienst) stattfand.
Gegen Ausgang der 1970er Jahre verschärften sich die Ost-West-Beziehungen erneut. Der Kalte Krieg lebte wieder auf. Ausschlaggebend hierfür waren vor allem neu aufgeworfene Fragen der Nuklearstrategie in Europa.
RJaN wurde von sowjetischer Seite eingeleitet, nachdem sich abzeichnete, dass in Westeuropa aufgrund des NATO-Doppelbeschlusses bald nukleare Pershing-II-Mittelstreckenraketen und Cruise-Missiles aufgestellt werden sollten. Die Stationierung sollte als Antwort auf die Aufstellung von mobilen SS-20-Raketen in der westlichen Sowjetunion seit Ende der 1970er Jahre erfolgen. 1982 wurden die ersten Cruise-Missiles in Großbritannien stationiert. Im Frühjahr 1983 verschärfte sich für die Sowjetunion die Lage durch den Beschluss über Strategic Defense Initiative (SDI), den geplanten Abwehrschirm der USA gegen Interkontinentalraketen. Wie nervös die sowjetischen Strategen zu dieser Zeit waren, zeigt auch der Abschuss des koreanischen Zivilflugzeuges Korean-Airlines-Flug 007 durch einen Abfangjäger über internationalen Gewässern nahe Sachalin am 1. September 1983.
Ziel der Observationen war, alle Anzeichen zu sammeln, die für einen Erstschlag sprachen: So wurde vom Geheimdienst überprüft, wann höhere Schlachtraten in den Schlachthöfen vorgenommen, wann Urlaubssperren in Ministerien ausgesprochen wurden, wie lange wie viele Fenster der Ministerien beleuchtet waren, sowie die Belegungsstärke der dazugehörigen Parkplätze. Auch der Aufruf, Blut zu spenden, konnte eines der Indizien für die Vorbereitung eines Atomkrieges sein.
Neben den KGB-Kräften waren an der RJaN-Operation auch die Verbündeten des Warschauer Paktes beteiligt, insbesondere die von Markus Wolf geleitete Hauptverwaltung Aufklärung der DDR, die als eine der besten und zuverlässigsten im Bündnis galt.

„Gordievsky and Kalugin both give East German intelligence high marks. According to Kalugi: The East German Foreign Intelligence Agency, headed by the brilliant Markus Wolf, had so deeply penetrated the West German government, military, and secret services that about all we had to do was lay back [sic] and stay out of Wolf's way. KGB Intelligence naturally had ties with the secret services of all of the 'fraternal countries' of Eastern Europe, though none would be as fruitful as our relationship with East Germany and Wolf.“

„Oleg Gordijewski und Oleg Kalugin geben dem ostdeutschen Geheimdienst beide gute Noten. Kalugin zufolge: Der ostdeutsche Auslandsgeheimdienst, der von dem brillanten Markus Wolf geleitet wurde, hatte die westdeutsche Regierung, das Militär und die Geheimdienste so tief durchdrungen, dass alles, was wir zu tun hatten, darin bestand, uns zurückzuhalten [sic] und Wolf aus dem Weg zu gehen. Der KGB-Geheimdienst unterhielt natürlich Verbindungen zu den Geheimdiensten aller „brüderlichen Länder“ Osteuropas, aber keine war so fruchtbar wie unsere Beziehung zu Ostdeutschland und Wolf.“

Mit dem NATO-Manöver Able Archer 83, das für zehn Tage im November 1983 abgehalten wurde, wurde die Sicherheitslage noch kritischer. Die Geheimdienstanalysten nahmen an, dass dies der befürchtete Angriff sein könnte. Bereits am 26. September 1983 hatte es im Kontrollraum der Kommandozentrale der Satellitenüberwachung Serpuchowo-15 Alarm gegeben. Der diensthabende Kommandant, Oberstleutnant Stanislaw Petrow, entschied sich trotz des vermeintlichen Starts von fünf amerikanischen Interkontinentalraketen gegen einen Gegenangriff. Bei später eingeleiteten Untersuchungen stellte sich heraus, dass der Alarm durch Sonnenreflexionen an den amerikanischen Bodenstationen ausgelöst worden sein musste.
RJaN lief zum Ende des Jahres 1984, nach dem Tod seiner stärksten Befürworter, Juri Andropow und Dmitri Ustinow, aus.